# Aclopinae
Sous-famille
Les Aclopinae sont une sous-famille d'insectes coléoptères de la famille des Scarabaeidae
Elle comprend les tribus :
- Aclopini
- Phaenognathini
- †Holcorobeini

Elle comprend 4 genres et 19 espèces.